# The Epic of Hades

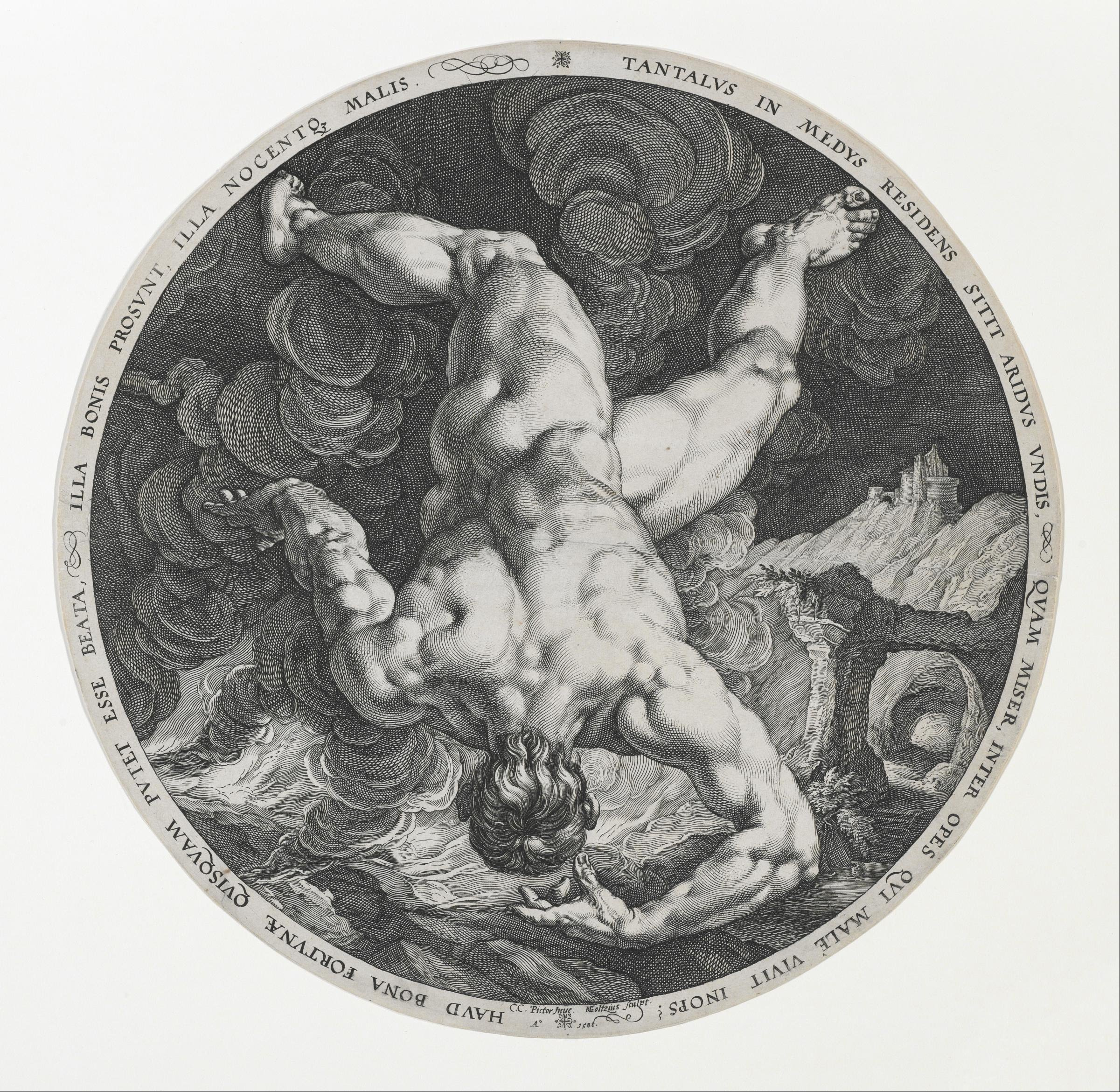
Hendrick Goltzius, Tantal

The Epic of Hades – poemat dziewiętnastowiecznego brytyjskiego (walijskiego) poety Lewisa Morrisa (1833-1907), opublikowany w 1877. Utwór był próbą opowiedzenia na nowo starogreckich mitów w sposób odpowiadający współczesnym czytelnikom. Poemat składa się z trzech ksiąg zatytułowanych kolejno Tartarus (Tartar), Hades (Hades) i Olympus (Olimp). Został opatrzony dedykacją: To Richard Monckton Milnes, Lord Houghton, this poem is dedicated by the Author. Jest napisany wierszem białym. Jego bohaterami i bohaterkami są postacie z mitologii greckiej, między innymi Tantal, Syzyf, Andromeda i Herakles. 

In February, when the dawn was slow,
And winds lay still, I gazed upon the fields
Which stretched before me, lifeless, and the stream
Which laboured in the distance to the sea,
Sullen and cold. No force of fancy took
My thought to bloomy June, when all the land
Lay deep in crested grass, and through the dew
The landrail brushed, and the lush banks were set
With strawberries, and the hot noise of bees
Lulled the bright flowers. Rather I seemed to move
Thro' that weird land, Hellenic fancy feigned.